# 蓮花樂隊
蓮花樂隊（Lotus），香港六十年代著名英語流行樂隊，成立於1966年，前身是Bar Six。成員包括張浚英（David Cheung，鼓手）、蘇雄（Danny So，低音結他）、李松江（Albert Li，旋律結他）、周華年（Wallace Chow，主音結他），許冠傑（主音歌手）。
至於70年代中期第二代蓮花樂隊陣容，成員除了第一代成員許冠傑、周華年、張浚英之外，新加入玉石樂隊成員楊喬興（Patrick Yeung，低音結他）及綽號斗零糖的唐樹芬（Danny Tong，主音歌手）。
蓮花樂隊與羅文四步合唱團也是以唱英美英語歌曲著名。

## 唱片
- Just A Little c/w Spoonful Of Sugar（細碟 1967）[3]
- I'll Be Waiting c/w Cute Little June（細碟 1967）[3]